# 1860 en santé et médecine
| Années de la santé et de la médecine : 1857 - 1858 - 1859 - 1860 - 1861 - 1862 - 1863    |
| Décennies de la santé et de la médecine : 1830 - 1840 - 1850 - 1860 - 1870 - 1880 - 1890 |

Cet article présente les faits marquants de l'année 1860 en santé et médecine.

## Événements
- 27 janvier : le pathologiste allemand Friedrich Albert von Zenker, en pratiquant l'autopsie d'une jeune fille décédée à l’hôpital de Dresde, démontre que les infections par trichines (trichinose), considérées jusque-là comme bénignes, sont mortelles chez l'homme. Il publie ses résultats dans un article intitulé Ueber die Trichinenkrankheit des Menschen (« De l'affection trichinale chez l'homme »)[1].
- 26 mars : le physiologiste Jules Marey présente à l'Académie des sciences un sphygmographe, instrument utilisé pour mesurer le pouls au niveau de la carotide, plus léger et portatif que celui de Karl von Vierordt[2].

- 16 mai : en Norvège, promulgation la loi de santé publique dite « Loi sur les conseils de santé publique et sur les mesures relatives aux maladies épidémiques et contagieuses »  qui a duré jusqu’aux années 1980[3].

- 9 juillet : l'infirmière britannique Florence Nightingale (1820-1910) ouvre une école d'infirmière, la Florence Nightingale Faculty of Nursing and Midwifery (en) au St Thomas' Hospital de Londres[4],[5].

- Famine en Inde (1860-1861)[6].
- Découverte du métal de Wood par le dentiste américain Barnabas Wood (1819-1875)[7].

## Prix
- Médailles de la Royal Society
  - Médaille royale : Augustus Waller

## Naissances
- 25 mai : James McKeen Cattell (mort en 1944), premier professeur en psychologie des États-Unis.
- 4 juin : Georges Henri Roger (mort en 1946), médecin français.
- 24 juillet : Charles Achard (mort en 1944), médecin et physiologiste français.

## Décès
- 20 juin : Thomas Addison (né en 1793), médecin et scientifique anglais.
- 9 juillet : mort de Phineas Gage (né en 1823), contremaître des chemins de fer américains, qui a survécu à des dommages au lobe frontal gauche de son cerveau à la suite d'un traumatisme crânien majeur le 13 septembre 1848.